# Chaussoy-Epagny
Chaussoy-Epagny é uma comuna francesa na região administrativa de Altos da França, no departamento de Somme. Estende-se por uma área de 11,59 km². Em 2010 a comuna tinha 592 habitantes (densidade: 51,1 hab./km²).